# Asclepias buchwaldii
Asclepias buchwaldii är en oleanderväxtart som beskrevs av Wildem.. Asclepias buchwaldii ingår i släktet sidenörter, och familjen oleanderväxter. Inga underarter finns listade i Catalogue of Life.